# خالد الدبيش
خالد الدبيش (مواليد 27 نوفمبر 1998) هو لاعب كرة قدم سعودي يلعب في نادي بيشة.

## مسيرة اللاعب
بدأ مع نادي النصر وقع في عام 2016 مع نادي قرطبة الإسباني ولكن تم إلغاء العقد لعدم اكماله لسن 18 و عاد إلى النصر وتم تصعيده للفريق الأول ولكن لم يشارك في الفريق الأول وأعير إلى نادي الشعلة في عام 2018 و اعير إلى نادي العدالة في عام 2019 و وقع مع نادي الشباب في عام 2020 و انتقل إلى نادي ضمك مطلع عام 2022 و لعب بعدها مع نادي العين ونادي بيشة.

## وصلات خارجية
- خالد الدبيش على موقع Soccerway.com (الإنجليزية)
- خالد الدبيش على موقع كووورة